# Cinematic
Cinematic era un programma televisivo di approfondimento sul cinema, trasmesso da MTV Italia, condotto e curato da Victoria Cabello. Il programma, della durata di circa sessanta minuti, è andato in onda per due stagioni, dal 1998 al 2000. 